# Чикаго (филм)
Чикаго (енгл. Chicago) је амерички хумористичко-криминалистички мјузикл филм из 2002. године, режисера и кореографа Роба Маршала, заснован на истоименом сценском мјузиклу. Ово је био први филм који је Маршал режирао, а сценарио је адаптирао Бил Кондон, са музиком Џона Кандера и текстовима Фреда Еба. Филм истражује теме славних личности, скандала и корупције у Чикагу током 1920-их. Главне улоге у филму тумаче Рене Зелвегер, Кетрин Зита Џоунс и Ричард Гир. Радња прати Рокси Харт (Зелвегер) и Велму Кели (Зита Џоунс), две жене које се, оптужене за убиство, налазе у затвору где ишчекују суђење. Рокси, домаћица, и Велма, водвиљ звезда, боре се за славу која ће их спасити од вешала.
Филм је наишао на успех код критичара, који су нарочито похвалили глуму. Освојио је шест Оскара, укључујући онај за најбољи филм, поставши први мјузикл који је победио у овој категорији још од филма Оливер! (1968). За своју улогу, Кетрин Зита Џоунс је освојила Оскара, награду БАФТА и Награда Удружења телевизијских филмских критичара, док је Рене Зелвегер награђена Златним глобусом за најбољу глумицу у мјузиклу или комедији, а Ричард Гир Златним глобусом за најбољег глумца у мјузиклу или комедији.

## Радња
Године 1924, домаћица Рокси Харт гледа водвиљску звезду Велму Кели како наступа у ноћном клубу „Оникс” у Чикагу. Желећи славу, Рокси започиње аферу са продавцем намештаја Фредом Кејслијем, који тврди да познаје менаџера клуба. Након представе, Велма је ухапшена јер је убила мужа и сестру након што их је ухватила заједно у кревету. Месец дана касније, Кејсли признаје Рокси да је лагао о својим везама само да би спавао са њом. Бесна, она га убија. Она убеђује свог лаковерног мужа Ејмоса да се пријави полицији, говорећи му да је убила провалника у самоодбрани. Међутим, када се открију докази о Роксиној прељуби, Ејмос одустаје од договора и открива полицији да је Кејсли био мртав када је он стигао кући. Рокси је ухапшена, а окружни тужилац Мартин Харисон изјављује да јој прети погубљење вешањем.
У затвору округа Кук, Рокси је послата у ред за убице, под надзором корумпиране Матроне „Маме” Мортон. Она сазнаје зашто су друге затворенице завршиле тамо, укључујући свог идола Велму, са којом покушава да се спријатељи, али не успева. По Мортонином савету, Рокси ангажује Велминог адвоката, бриљантног Билија Флина. Флин и Рокси манипулишу штампом, претварајући Рокси у врлу јужњакињу искварену декадентним ноћним животом града; она тврди да је ушла у аферу са Кејслијем јер је Ејмос стално био на послу, али се покајала и вратила мужу, а Кејсли ју је напао из љубоморе. Штампа верује у причу; хваљена у јавности као трагична хероина, Рокси преко ноћи постаје сензација. Велма, несрећна што је изгубила пажњу јавности, покушава да убеди Рокси да се придружи њеном чину, замењујући њену убијену сестру, али Рокси, сада популарнија од ње, одбија је исто као што ју је Велма првобитно одбила.
У међувремену, када је богата наследница Кити Бакстер ухапшена због убиства свог мужа и његове две љубавнице, штампа и Флин моментално пребацују фокус на њу. На Велмино изненађење, Рокси брзо поново долази у центар пажње тврдећи да је трудна. Штампа игнорише Ејмоса, а Флин га, како би створио више симпатија према Рокси, убеђује да је дете Кејслијево и да треба да се разведе од Рокси усред њене невоље. Рокси одлучује да отпусти Флина, верујући да сада може сама да победи. Међутим, када Каталин Хелински, Мађарица из реда за убице (једина затвореница која инсистира на сопственој невиности), постане прва жена у историји округа Кук која је погубљена вешањем, Рокси схвата озбиљност ситуације и поново ангажује Флина.
Роксино суђење почиње, а Флин га претвара у медијски спектакл уз помоћ сензационалистичких новинара и радио-личности Мери Саншајн. Флин дискредитује сведоке, манипулише доказима и чак инсценира јавно помирење између Ејмоса и Рокси када она тврди да је дете његово. Чини се да суђење иде добро за Рокси све док се Велма не појави са Роксиним дневником, читајући инкриминишуће записе у замену за амнестију у њеном случају. Флин дискредитује дневник, имплицирајући да је Харисон био тај који је подметнуо доказе. Рокси је ослобођена, али њена слава је помрачена неколико тренутака касније када друга жена, која је такође убила сопственог мужа, пуца у свог адвоката испред зграде суда. Флин признаје Рокси да је сам преправио њен дневник, како би инкриминисао тужиоца и истовремено ослободио две клијенткиње. Ејмос остаје одан супрузи и узбуђен што ће постати отац, али Рокси окрутно открива да је лажирала трудноћу.
Рокси почиње да се бави водвиљском каријером, са ограниченим успехом. Слично неуспешна Велма прилази Рокси и поново предлаже да заједно наступају као тандем. Рокси у почетку одбија, али касније прихвата када Велма истакне да могу да наступају заједно упркос међусобном огорчењу. Њих две изводе спектакуларну представу, која наилази на овације одушевљене публике која укључује Флина, Мортонову, поротнике и друге ослобођене убице.

## Улоге
| Глумац               | Улога                 |
| -------------------- | --------------------- |
| Рене Зелвегер        | Рокси Харт            |
| Кетрин Зита Џоунс    | Велма Кели            |
| Ричард Гир           | Били Флин             |
| Квин Латифа          | Матрона „Мама” Мортон |
| Џон Рајли            | Ејмос Харт            |
| Луси Љу              | Кити Бакстер          |
| Теј Дигс             | вођа бенда            |
| Колм Фиор            | Мартин Харисон        |
| Кристин Барански     | Мери Саншајн          |
| Доминик Вест         | Фред Кејсли           |
| Маја Харисон         | Мона                  |
| Дидри Гудвин         | Џун                   |
| Дениз Феј            | Ени                   |
| Јекатерина Челканова | Каталин Хелински      |
| Сузан Миснер         | Лиз                   |
| Џејн Иствуд          | госпођа Борусевиц     |
| Чита Ривера          | Ники                  |